# Лоизм
Лоизм (кит. трад. 羅教, упр. 罗教, пиньинь Luōjiào; изначальное самоназвание — Увэйцзяо кит. 无为教, пиньинь Wúwéijiào) — обобщающий термин для различных религиозных движений империй Мин и Цин, берущих своё начало от религиозной деятельности буддиста Ло Мэнхуна. Многие из религиозных групп почитали Ло Мэнхуна как их лидера и чтили его произведение «Пять книг в шести томах», однако впоследствии движение разделилось на множество независимых течений.

## История
Ло Мэнхун родился в провинции Шаньдун, работал перевозчиком зерна. Ло начал свою религиозную деятельность в конце XV века. Произведения Ло являются первыми в истории Китая религиозными сектантскими текстами с установленным автором, хотя различные баоцзюани существовали и ранее. В поздней империи Мин у лоистов появились первые миссионеры, которые начали проповедовать веру рабочим, провозящим зерно через Великий канал. К концу XVII века на юге Великого канала появилось некоторое количество храмов. Храмы кормили и предоставляли жильё для лодочникам, которые работали в том районе.

## Доктрина
Основы движения Ло, его основополагающее писание — «Пять инструкций в шести томах» — является, как выразился исследователь Дэвид Келли, эклектичным произведением в том плане, что исходит из различных произведений, таких как Дао дэ цзин китайского философа Лао-цзы, моральную литературу, прочие баоцзюани, а также в труде сильно отражается метафизика буддизма, в частности автор ссылается на буддийские сутры: Алмазная сутра, Сутра сердца, Аватамсака-сутра и прочие. Ло видел во всех людях единую природы и отрицал различия между мужчиной и женщиной, бедными и богатыми, образованными и необразованными, монахами и мирянами — по этой же причине у лоистов не пользовались большой поддержкой монашеская деятельность. Подаяние милостыни и прочие благие поступки дозволялось делать только в сочетании с даосским принципом у-вэй, то есть совершении добрых поступков является пустым действием и не могут совершаться, например, с умыслом искупления злодеяний в прошлом. Центральным понятием учения Ло является «безграничное», что суть есть источник всего сущего на земле. Этот термин часто отождествлялся автором с буддийской концепцией шуньята, что дословно переводится как «пустота».

## Структура
Поскольку труды Ло Мэнхуна содержали понятные для каждого буддийские и даосские символы, ввиду простого отношения к ритуалам и институту монахов, уравнения всех приверженцев лоизма, к таким группам охотно примыкало большое количество простых людей. К восемнадцатому веку в центральных и юго-восточных районах Китая процветало большое количество лоистских групп. Лоизм был популярен и в деревнях и в городах: в сельской местности адепты периодически собирались вместе и угощали друг друга вегетарианской пищей, в городах проходили подобные собрания, часто на территории буддийских храмах.